# Anne Ferrer

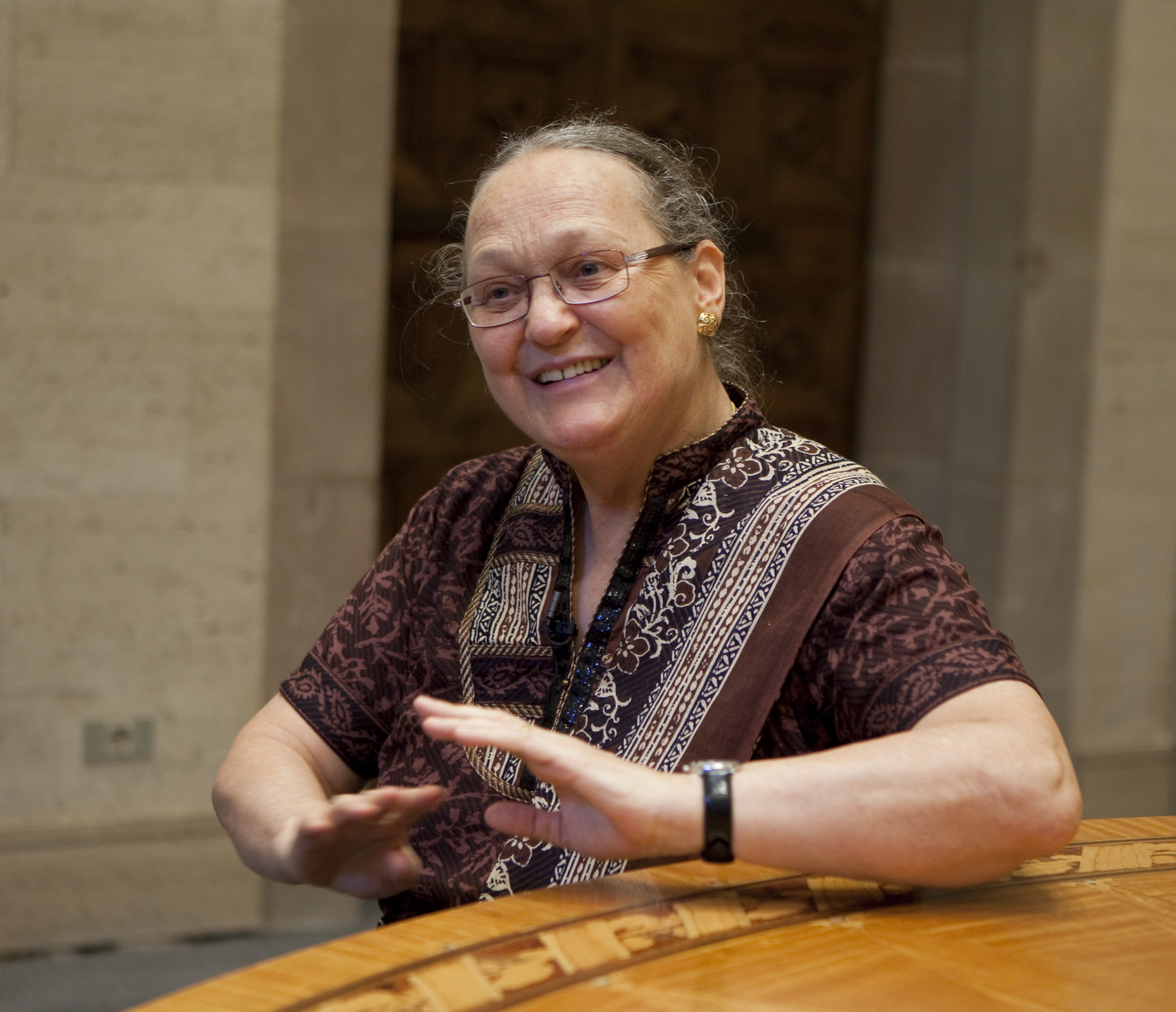
Anna Ferrer (2010)

Anne Ferrer, geborene Anne Perry (* 1947 in Essex), ist eine britische Philanthropin. Sie ist die geschäftsführende Vorstandsvorsitzende der Vicente Ferrer Stiftung in Indien (Rural Development Trust, kurz RDT) sowie die Vorstandsvorsitzende der Vicente Ferrer Stiftung in Spanien. Die Stiftungen streben die Verbesserung der Lebensbedingungen der am stärksten von Armut betroffenen Gemeinschaften in Indien an.

## Leben
Anne Perry reiste 1963 nach Indien und beendete dort ihr Studium. 1965 begann sie als Reporterin für das indische Magazin "The Current" zu arbeiten. Drei Jahre später lernte sie Vicente Ferrer während eines Interviews kennen. Kurze Zeit darauf gab sie ihre Tätigkeit als Journalistin auf, um mit Vicente Ferrer den Kampf gegen die Armut aufzunehmen. 1969 begann Anne Perry zusammen mit Vicente Ferrer die Projektarbeit in der Region Anantapur im Bundesstaat Andhra Pradesh im Südosten Indiens. Im gleichen Jahr heirateten Anne Perry und Vicente Ferrer. 1978 gründeten Anne und Vicente Ferrer die Vicente Ferrer Stiftung in Indien (RDT).
Anne Ferrer ist die geschäftsführende Vorstandsvorsitzende der Vicente Ferrer Stiftung in Indien (RDT). Gemeinsam mit ihrem Sohn Moncho, der für die Programmentwicklung zuständig ist, bildet sie eine tragende Säule in den Vicente Ferrer Stiftungen. Anne Ferrer setzt sich besonders für die Entwicklung und Förderung von Frauen in Indien ein.

## Auszeichnungen
- Anne Ferrer erhält den Isabel-Ferrer-Preis für die Gleichstellung von Männern und Frauen (Generalitat Valenciana) (2005).
- Das spanische Außenministerium verleiht Anna Ferrer den Ritter des zivilen Verdienstorden (Spanien 2014).
- Die Regierung von Andhra Pradesh, Indien, würdigt Anne Ferrers Beitrag zur ländlichen Entwicklung mit dem Hamsa-Award (Indien 2015).
- Anne Ferrer erhält den Jamnalal Bajaj Award für Entwicklung und Wohlergehen von Frauen und Kindern (Indien 2015).
- Der Robert Burns Humanitarian Award wird an Anne Ferrer verliehen (Schottland, 2018)[4]